# The Galan Pixs
The Galan Pixs war eine Leipziger Popband, welche von 1993 bis 2008 existierte. In den 15 Jahren ihres Bestehens entwickelte sich die Band vom Elektronik-Duo zu einer Gitarren-Popband, welche als eine der wenigen Leipziger Gruppen in subkulturellem Kontext auch international Beachtung fand.

## Geschichte

### 1990er Jahre
Die Anfänge der Gruppe reichen bis ins Jahr 1990 zurück, als die beiden Schulfreunde Timo Lurgenstein (Keyboard) und Stefan Kopielski (Gesang, Keyboard) ihr erstes selbstverdientes Geld in Musikinstrumente investierten und sich anschickten, eigene Aufnahmen zu produzieren. Als musikalische Vorbilder dieser Zeit gab man The Cure, New Order, AG. Geige und besonders Depeche Mode an, deren Gesamtkonzept Lurgenstein und Kopielski nachhaltig beeinflusste. Diese Periode dauerte etwa drei Jahre an, verschiedene Besetzungen und Projektnamen wurden ausprobiert und verworfen, bis das Duo im Herbst 1993 unter dem Titel Trial ihr erstes Tape, welches immerhin zwölf Songs enthielt, zunächst in Eigenvertrieb, etwas später auch als limitierte CD-Version veröffentlichte.
1994 stellten die beiden drei der Songs aus diesem Frühwerk für ihre erste Maxi-Single Holocaust in Toyland zusammen, welche sie auf ihrem nun aus der Not heraus geborenen Label Subsdance Music (welches bis heute existiert) veröffentlichten. Im Laufe dieses Jahres konnte die Band erste größere Livekonzerte im Vorprogramm von u. a. Oomph!, In the Nursery, Plastic Noise Experience spielen.
1996 erschien mit Anche Lucifero Era Un Angelo (Subsdance) ein Tonträger, welcher ursprünglich als zweites Album der Band konzipiert war, doch mit nur acht Titeln eher als EP durchgehen kann. Auf dieser Platte kommen verstärkt aggressivere, EBM-beeinflusste Sounds vor. Erste Kontakte zu Vertrieben werden geknüpft, so dass dieses Album in szenetypischen Mailordervertrieben überregional erhältlich wurde.
1997 koppelten Lurgenstein und Kopielski mit Anuschka Corazon ein stilistisch eher untypisches Stück als Maxi-Single aus. Musikalisch wie inhaltlich schielte dieser Song stark in die Metal/Electro-Richtung, welche Bands wie z. B. Rammstein gerade internationale Erfolge feiern ließ, und selbst für The Galan Pixs zahlte sich dieses Zugeständnis an den aktuellen Trend aus. Das Stück entwickelte sich zu einem ihrer bekanntesten Songs und ist bis heute einer der beliebtesten Clubtracks weltweit. Es folgten Touren und Konzerte mit den Blind Passengers, Anne Clark und S.P.O.C.K, und ein Engagement in Holland führte die Band zu ihrem ersten Auslandskonzert. Als Gitarrist stieß Henrik Fehse zur Band, der ab sofort ins Line-up integriert wurde und bis zur Trennung dabei blieb.
Diese ersten Erfolge weckten das Interesse von Stefan Alt, welcher zu dieser Zeit das international hoch anerkannte Industrial-Label Ant-Zen betrieb. The Galan Pixs passten eigentlich nicht in das bisherige Konzept, also gründete Alt kurzerhand das Label Flatline, um ihnen und artverwandten Bands eine Plattform zu geben.
1999 erschien mit Pink Film Edition eine Art Best Of des Trios, bewährte Hits wie Anuschka Corazon und Herz waren ebenso enthalten wie neue, eher danceorientierte Stücke wie Use the Flashlight und Otaku. Die Szene reagierte enthusiastisch auf dieses Album, in fast allen Magazinen wurde es zur Platte des Monats gekürt und kletterte bis auf Platz 2 der Deutschen Alternative Charts, wo es nur noch von Depeche Modes Singles-Collection ausgebremst wurde. Die von nun an häufigeren Live-Verpflichtungen wollten Lurgenstein, Kopielski und Fehse nicht länger als steifes Elektronik-Projekt bestreiten, um Martin Heilmann (Bass) und Dirk Feckenstedt (Drums) verstärkt profilierten sich The Galan Pixs als „echte“ Live-Band. Dieser Ruf sollte ihnen nun im darauffolgenden Jahr sogar ihre erste 10-tägige Tour durch Großbritannien einbringen.

### 2000er Jahre
Durch die durchweg positiven Erfahrungen mit ihren Mitmusikern bestärkt, beschlossen die drei Urmitglieder, Heilmann und Feckenstedt als vollwertige Bandmitglieder mit musikalischem Mitspracherecht zu akzeptieren. Gemeinsam beschloss die Band, das zu eng gewordene Electro-Wave-Korsett abzustreifen und neue musikalische Wege zu beschreiten. Auf der eigens für die England-Tour aufgenommenen Crackerjack e.p. experimentierte das Quintett nun mit Drum-and-Bass-, Techno-, House- und Big-Beat-Sounds. Und immer noch ging das Konzept auf, die gesamte Auflage ging während der Tour über die Ladentische und ermutigte die Band, den Wechsel voranzutreiben. Noch im gleichen Jahr erschien mit Use the Slimelight – The Remixes eine Kompilation mit komplett überarbeiteten Versionen ihrer bis dato erfolgreichsten Stücke.

### 2001
Im Gegensatz dazu gestaltete sich der Aufnahmeprozess für ein neues Studioalbum als schwierig. Die Band stieß besonders in technischer Hinsicht an ihre Grenzen. Das Zusammentreffen mit dem Leipziger JAM-DJ und Techno/House-Produzenten Jens Maiwald sowie seines Partners Tobias Fiedler sollte dies ändern. Die Zusammenarbeit funktionierte so gut, dass Fiedler schließlich den inzwischen an neuen, anderen Projekten interessierten Martin Heilmann als Gitarristen ersetzte.
Mit Acid Anger Again erschien eine erste Maxi-Single als „Testballon“ nicht auf Flatline (von denen man sich inzwischen gelöst hatte), sondern dem eher danceorientierten Label Novatekk. Hier ließen The Galan Pixs ihrem Faible für Remixes freien Lauf, verunsicherten aber doch ihre alten Fans und besonders die genregebundenen Musikjournalisten. Besonders der unverhohlene Popappeal des Titelsongs sorgte für Bestürzung.
Doch die Band hatte ihre Richtung gefunden. Bestätigt wurde diese Annahme noch durch das ernsthafte Angebot der Island/Mercury, einer der renommiertesten Plattenfirmen jener Zeit, das nächste Album der Band zu veröffentlichen. So standen die folgenden Monate im Zeichen intensiver Studioarbeit. In diese Zeit fiel auch der Beginn der Zusammenarbeit mit dem Videoregisseur Markus Wustmann, der bis zum Ende der Band für fast alle Videoclips der Band verantwortlich war und einen großen Einfluss auf das optische Erscheinungsbild der Band hatte. Als schließlich noch John Fryer – seines Zeichens Produzent und Toningenieur bahnbrechender Bands wie Depeche Mode und Nine Inch Nails – für Teile der Produktion gewonnen wurde, galten The Galan Pixs nicht mehr als Szene-Geheimtipp. Doch es sollte anders kommen.
Zwei Wochen vor dem anvisierten Abschluss der Studioaufnahmen für das Album Boredom International entschloss sich die Geschäftsführung der Island/Mercury zu drastischen Sparmaßnahmen und entließ alle Mitarbeiter ihrer deutschen Niederlassung, also auch jene, die für die Veröffentlichung der Galan Pixs verantwortlich waren.

### 2003
Rechtsnachfolger Motor Music (als damaliger Teil der Universal-Gruppe) übernahm zwar noch die Manufaktur und Vertrieb des Albums, doch in promotiontechnischer Hinsicht war die Band auf sich allein gestellt.
Die stilistische Vielfalt des Albums, das zwischen den Polen Synth Rock und Dance-Pop pendelte erstaunt Fans und Kritiker gleichermaßen, hiermit brachen The Galan Pixs fast vollständig mit ihrer Wave-Vergangenheit, ernteten aber gleichzeitig Respekt bei musikalisch offeneren Publikumsschichten.
Neben eigenen Shows in Deutschland und Großbritannien spielten The Galan Pixs Supportgigs für Apoptygma Berzerk, Mesh, HIM, Phillip Boa und Briskeby.
Die Lieder der beiden Singles Komakino (besonders in der Remix-Vinylversion) und Another Country Another Name wurden im Radio recht erfolgreich und motivierten die Band, weiter an Songs zu arbeiten. Dies nahm mehr Zeit in Anspruch als bei früheren Produktionen, denn die Bandmitglieder orientierten sich beruflich neu und gründeten Familien.

### 2007
Im Mai dieses Jahres erschien mit Introducing the Band das letzte und nach Ansicht der Band vielleicht gelungenste Studioalbum der Band auf dem Label des Die-Sterne-Schlagzeugers Christoph Leich, Materie Records.
Von der Kritik sehr unterschiedlich aufgenommen, stellte es laut Aussage der Band ihren musikalischen Höhepunkt dar, die sich auf diese Art und Weise von ihrem Publikum verabschieden wollte. Am Ende des Jahres 2007 einigten sich die Musiker darauf, das Kapitel The Galan Pixs zu beenden. Zum Abschied veröffentlichten The Galan Pixs via Internet alle Remix-Versionen ihrer Laufbahn zum kostenfreien Download.

## Diskografie
- 1993: Trial (CD/MC)
- 1994: Holocaust In Toyland (MCD)
- 1996: Anche Lucifero Era Un Angelo (CD)
- 1997: Anuschka Corazon (MCD)
- 1999: Pink Film Edition (CD)
- 2000: Crackerjack EP (CD)
- 2000: Use the Slimelight – The Remixes (CD)
- 2001: Acid Anger Again (MCD)
- 2003: Boredom International (CD)
- 2003: Komakino – The Remixes (12″ Vinyl)
- 2003: Komakino (MCD)
- 2004: Another County – Another Name (MCD)
- 2007: Clubtech, The Galan Pixs Vs. Christian Fischer „Lights Go Down In Germany“ Remix (12″ Vinyl)
- 2007: Introducing the Band (CD)
- 2008: The Remixes (digital)

Special Editions/Promotion Items
- Anche Lucifero Era Un Angelo, BoxSet (CD, Foto Set, T-Shirt)
- Pink Film Edition, SpecialBag (CD, Bonus CD-R „Orange Mix“)
- Crackerjack, 4 Track Blue Cleartray
- Crackerjack (Club Mix by John Fryer), Island Promo
- The Videos, VHS
- Boredom International Excerpts, 4Track Snippet
- Selection Of Boredom and Introducing, Pinion Promo
- Everything At All, RadioEdit/ 4 Track Single, Revolver Promo
- SUB14: The Remixes, Excerpts from www.thegalanpixs.com

## Videos
- 1994: Holocaust in Toyland (Eigenregie)
- 1997: Anuschka Corazon (Eigenregie)
- 2001: Acid Anger Again (Regie: Markus Wustmann)
- 2002: Komakino (Regie: Markus Wustmann)
- 2002: Hey Little Girl (Regie: Markus Wustmann)
- 2003: Leipzig Is Calling You feat. Sui (Regie: Markus Wustmann)
- 2006: Major League Whores (Regie: Markus Wustmann)
- 2007: Killing Zoe (Regie: Henrik Fehse)
- 2007: Off the Shore (Regie: Markus Wustmann)
- 2007: Everything at All (Regie: Jana Kermes)
- 2007: Lights Go Down in Germany (Regie: Jana Kermes)